# Anthrax koebelei
Anthrax koebelei är en tvåvingeart som beskrevs av Marston 1970. Anthrax koebelei ingår i släktet Anthrax och familjen svävflugor.
Artens utbredningsområde är Arizona. Inga underarter finns listade i Catalogue of Life.